# Beekman
Beekman es un pueblo del condado de Dutchess, estado de Nueva York, Estados Unidos. Tiene una población estimada, a mediados de 2021, de 14 348 habitantes.

## Geografía
Está ubicado en las coordenadas 41°36′13″N 73°41′56″O / 41.60361, -73.69889 (41.603529, -73.698887). Según la Oficina del Censo, tiene un área total de 78.54 km², de la cual 78.23 km² es tierra y 1.31 km² son agua.

## Demografía
Según la Oficina del Censo, en 2000 los ingresos medios de los hogares eran de $65,610 y los ingresos medios de las familias eran de $72,066. Los hombres tenían ingresos medios por $51,739 frente a $32,119 para las mujeres. Los ingresos per cápita eran de $26,437. Alrededor del 4,7% de la población estaba por debajo del umbral de pobreza.
De acuerdo con la estimación 2016-2020 de la Oficina del Censo, los ingresos medios de los hogares son de $100,414 y los ingresos medios de las familias son de $112,108. Los ingresos per cápita en los últimos doce meses, medidos en dólares de 2020, son de $36,943. Alrededor del 5.5% de la población está por debajo del umbral de pobreza.